# Owase
Owase (尾鷲市?) è una città giapponese della prefettura di Mie. La città si trova nella Penisola di Kii.

## Amministrazione

### Gemellaggi
- Prince Rupert,  Canada, dal 26 Settembre 1968.[1]
- Jinzhou,  Cina, dal 8 luglio 2007.[1]